# Nederländerna i olympiska vinterspelen 1956
Nederländerna deltog med 8 deltagare vid de olympiska vinterspelen 1956 i Cortina d'Ampezzo. Ingen av landets deltagare erövrade någon medalj.